# Eemil Luukka

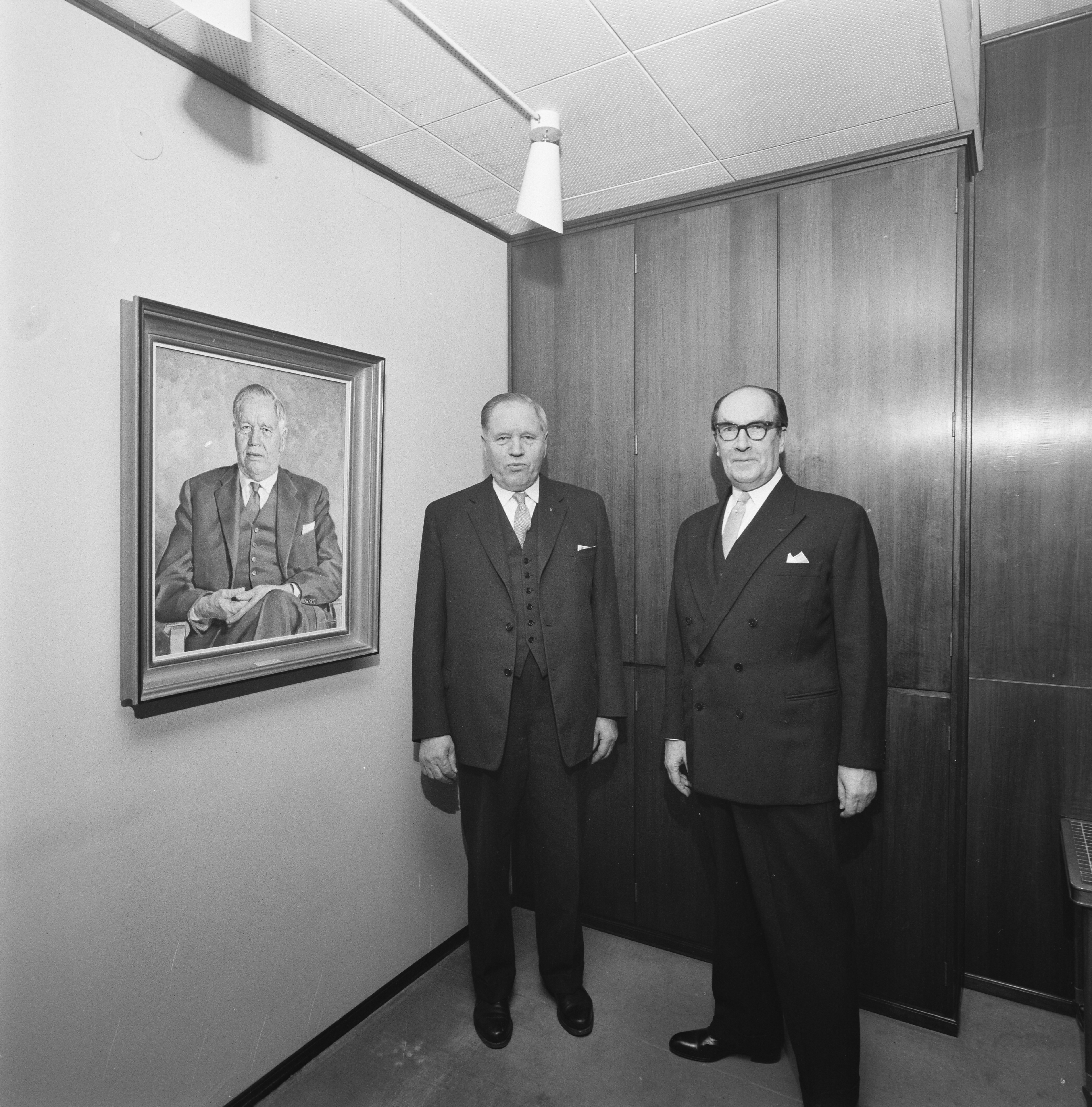
Foto des finnischen Politikers Eemil Luukka (1892–1970) und des finnischen Malers Tauno Miesmaa (1891–1980), als Luukkas Porträt enthüllt wurde.

Eemil Vihtori Luukka (* 1. Dezember 1892 in Muolaa, heute Prawdino, Russland als Emil Wiktor Luukka; † 1. Juni 1970 in Valkeakoski) war ein finnischer Politiker des Landbundes und langjähriger Präsident des Karelienbundes.
Luukka wurde in Muolaa, einer Gemeinde südöstlich von Viipuri auf der Karelischen Landenge im damals zum Russischen Reich gehörenden Großfürstentum Finnland geboren. Er wuchs auf dem Hof seiner Eltern Yrjö Luukka und Hetti Määttänen auf und arbeitete nach dem Besuch der Volksschule auf diesem Hof als Bauer. 1921 heiratete er Hilda Tyyne Toukkari. Er betätigte sich auch bald als Schreiber der Gemeinde.
1936 wurde Luukka für den Landbund in das finnische Parlament gewählt. Sein Mandat behielt er bis 1966 fast dreißig Jahre lang. Nach dem Winterkrieg, durch den auch sein Heimatort Muolaa an die Sowjetunion fiel, erhielt er einen neuen Hof zur Bewirtschaftung in Sääksmäki bei Valkeakoski. 1944 wurde er im Übergangskabinett von Antti Hackzell erstmals stellvertretender Innenminister. Im Kabinett Paasikivi II diente Luukka 1944/45 als Landwirtschaftsminister. Unter den Landbund-Ministerpräsidenten Vieno Sukselainen und Martti Miettunen war Luukka zudem von 1960 bis 1962 finnischer Landwirtschaftsminister. Während dieser Zeit war er vom 3. bis zum 14. Juli 1961 auch übergangsweise Ministerpräsident.
Als gebürtiger Karelier setzte sich Eemil Luukka bald nach dem Krieg für eine friedliche Wiedereingliederung Kareliens in Finnland ein. Von 1946 bis 1967 war er Präsident des Karelienbundes, der ebendieses Ziel verfolgte.